# Catarina Ykens (II)

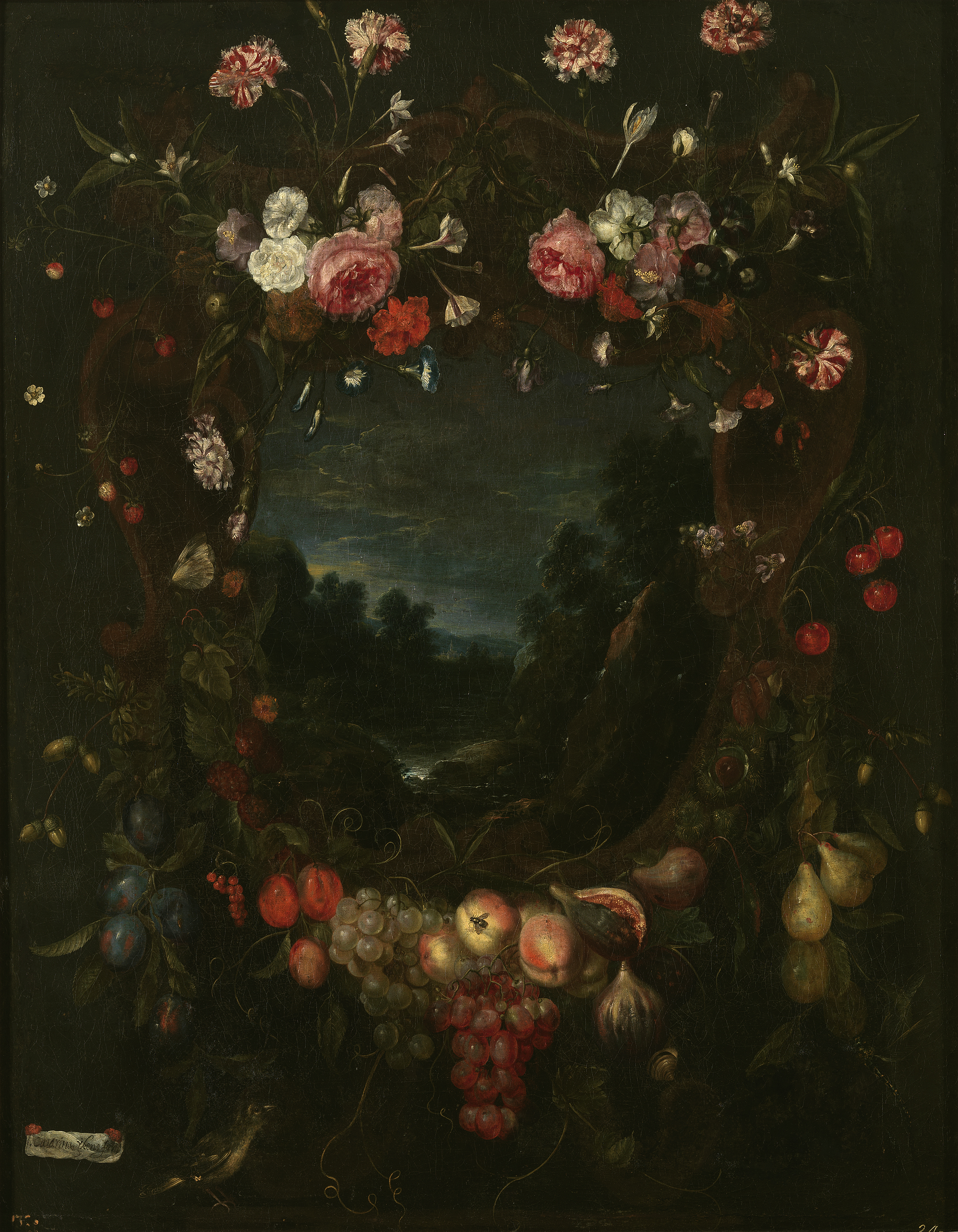
Guirnalda con paisaje, óleo sobre lienzo, 90 x 71 cm. Madrid, Museo del Prado

Catarina Ykens (Amberes, 1659-en o después de 1737) fue una pintora barroca flamenca.
No debe confundirse con Catharina Ykens I (1608-1666). Pintora flamenca barroca y tía política de Catharina Ykens II, que suele firmar como Catharina van Ykens

## Biografía
Se conoce poco de la vida de Catarina Ykens II. Miembro una saga familiar de escultores y pintores establecida en Amberes, fue hija del escultor y pintor Johannes Ykens y de su segunda esposa, Bárbara Brekevelt y fue bautizada en la iglesia de San Andrés de Amberes el 24 de febrero de 1659. Su padre fue escultor en madera y también pintor. Catarina y su hermano mayor, Peter, ambos pintores, fueron discípulos del padre y continuaron con la tradición familiar. La vida de Catarina, estuvo además muy ligada al catolicismo. Muy posiblemente fuese beguina, perteneciente a alguno de los beguinajes flamencos de Amberes.
Entre septiembre de 1687 y septiembre de 1688 Catarina Ykens II se encuentra inscrita como wijnmeestersse (hija de maestro), en los archivos del gremio de San Lucas de Amberes, quizá situada al frente del taller familiar que habría heredado de su padre Jan Ykens, fallecido después de 1680. Se desconoce la fecha de su muerte, pero todavía en 1737 firmó una guirnalda con el Nacimiento conservada en Aix-en-Provence.
Son muy pocas las obras seguras de su mano que se conocen. En la mayoría de las obras de las que se tiene la certeza de su autoría, flores y frutos con insectos y otros animales enmarcan, a modo de guirnalda, imágenes devocionales o paisajes. El empleo de flores cultivadas enmarcando una escena principal, remite directamente al trabajo de Daniel Seghers. Los esquemas de las composiciones de Shegers, tuvieron gran influencia en la familia Ykens y, en especial, en su tío paterno, Frans Ykens, en su esposa Catarina Ykens I y, sin duda, en Catarina Ykens II, que sigue sus esquemas compositivos aunque con diversa técnica.
De su obra conocida cabe destacar los dos paisajes enmarcados en guirnaldas de flores y frutas propiedad del Museo del Prado procedentes de la Colección Real: Paisaje dentro de una guirnalda (óleo sobre lienzo, 90 x 70 cm), en depósito en el Museo San Telmo de San Sebastián, y Guirnalda con paisaje, (óleo sobre lienzo, 90 x 71 cm)

## Exposiciones
- 17 de octubre de 199 a 16 de enero de 2000. Koninklijk Museum voor Schone Kunsten, Amberes, Bélgica. «A chacun sa grâce: Femmes artistes en Belgique et aux Pays-Bas 1500 – 1950»
- 26 de febrero de 2000 a 4 de junio de 2000. Museum voor Moderne Kunst Arnhem, Países Bajos. «A chacun sa grâce: Femmes artistes en Belgique et aux Pays-Bas 1500 – 1950»
- Octubre de 2020 a marzo de 2021. Museo del Prado, Madrid. «Invitadas. Fragmentos sobre mujeres, ideología y artes plásticas en España (1833-1931)»[9]